# مانويل فرنانديز كاباييرو
مانويل فرنانديز كاباييرو (بالإسبانية: Manuel Fernández Caballero) هو ملحن إسباني، ولد في 14 مارس 1835 في ذباب الخيل، وتوفي في 26 فبراير 1906 في مدريد في إسبانيا.

## وصلات خارجية
- مانويل فرنانديز على موقع IMDb (الإنجليزية)
- مانويل فرنانديز على موقع ميوزك برينز (الإنجليزية)
- مانويل فرنانديز على موقع قاعدة بيانات برودواي على الإنترنت (الإنجليزية)
- مانويل فرنانديز على موقع ديسكوغز (الإنجليزية)